# Gottfried Haraldsson
Gottfried Haraldsson (* um 820; † um 856) war ein Sohn des Wikingerkönigs Harald Klak von Haithabu. Er wurde 826, zusammen mit seinen Eltern und deren 400 Personen großem Gefolge im Stift St. Alban bei Mainz getauft, wobei der spätere Kaiser Lothar I. sein Taufpate war. Harald Klak war 827 endgültig durch seinen Rivalen Horik I. aus Dänemark vertrieben worden und hatte als Lehnsmann des Kaisers Ludwig des Frommen die Grafschaft Rüstringen in Friesland erhalten, von wo aus er in der Folge ertragreiche Raubzüge im Nordseegebiet durchführte.
Gottfried blieb von 826 bis in die 840er Jahre im Gefolge seines Taufpaten Lothar I. Dann ging er in Unfrieden und verbreitete zusammen mit seinem Vetter Rörik von Dorestad von 850 bis 855 durch zahlreiche Raubzüge Angst und Schrecken in Friesland, Flandern und Nordfrankreich. Nachdem die beiden im Jahre 850 Dorestad und Utrecht erobert hatten, sah sich Kaiser Lothar gezwungen, Rörik die Herrschaft über fast ganz Friesland zu übertragen, in der Hoffnung, damit weitere Heimsuchungen des Gebiets durch marodierende Wikinger zu verhindern. Damit bekam Rörik auch de jure was er de facto schon längst besaß.
Rörik blieb in Friesland, aber Gottfried setzte seine Plünderungszüge in Flandern und im Artois fort, ehe er zum Überwintern nach Dänemark zurücksegelte. Im folgenden Jahr, 851, suchte er mit seinen Leuten Friesland und das Rheindelta heim und segelte die Schelde hinauf, um Gent und die nahe Abtei Drongen anzugreifen. 852 erschien er mit seinen Langschiffen in Nordfrankreich. Im Oktober segelte er die Seine hoch, an Rouen vorbei bis nach Pont-de-l’Arche, wo er auf einer Insel bei Les Andelys sein Lager aufschlug. Karl der Kahle rief ein Heer zusammen und erbat zusätzliche militärische Hilfe von seinem Halbbruder Lothar, Gottfrieds Taufpaten. Da das fränkische Heer keine Boote hatte, um die Wikinger auf ihrer Insel anzugreifen, belauerten sich beide Seiten den gesamten Winter über, ehe Gottfried schließlich im Frühjahr 853 davonsegelte, wahrscheinlich unter Mitnahme eines angemessenen Tributs (später Danegeld genannt).
Nach dem Tod von König Horik I. 854 versuchten Rörik von Dorestad und Gottfried in einem erneut ausbrechenden Erbfolgekrieg 855, allerdings vergeblich, die Herrschaft in Dänemark zu erlangen. Noch im gleichen Jahr kehrten sie nach Friesland zurück, wo sie Dorestad und den größten Teil der heutigen Niederlande wieder in ihren Besitz brachten. Gottfried starb oder fiel wohl in dieser Zeit oder kurz danach, denn er verschwindet danach aus der Geschichtsschreibung.

## Anmerkung
Gottfried Haraldsson wird häufig mit dem Grafen bzw. Herzog Gottfried von Friesland verwechselt, der bei der Eroberung Nordenglands durch das Große Heidnische Heer der dänischen Wikinger beteiligt war, 880 Flandern und 882 das Rheinland heimsuchte, sich 882 taufen ließ, als Lehnsmann Karls des Dicken Herzog von Friesland wurde und 885 ermordet wurde. Zwischen der letzten urkundlichen Erwähnung von Gottfried Haraldsson und der ersten von Gottfried von Friesland liegen nahezu 25 Jahre. Damit ist zwar eine Identität der beiden nicht zwingend ausgeschlossen, aber doch sehr unwahrscheinlich – insbesondere in Anbetracht der Tatsache, dass der eine schon 826, der andere erst 882 getauft wurde.